# Wilkinsonellus henicopus
Wilkinsonellus henicopus är en stekelart som först beskrevs av De Saeger 1944.  Wilkinsonellus henicopus ingår i släktet Wilkinsonellus och familjen bracksteklar. Inga underarter finns listade i Catalogue of Life.